# Kouchibouguac River
Der Kouchibouguac River ist ein 64 km langer Fluss in der kanadischen Provinz New Brunswick.

## Flusslauf
Der Kouchibouguac River verläuft im Norden des Kent County. Sein Quellgebiet bildet ein 100 m hoch gelegenes Feuchtgebiet, etwa 45 km südlich von Miramichi. Er fließt in ostnordöstlicher Richtung zum Meer. Die letzten 10 Kilometer des Flusslaufs befinden sich innerhalb des Kouchibouguac-Nationalparks. Der Fluss mündet schließlich in die Kouchibouguac Bay, ein Ästuar, das durch eine Nehrung vom offenen Meer getrennt wird. Weiter südlich verläuft der Kouchibouguacis River.

## Hydrologie
Der Kouchibouguac River entwässert ein Areal von etwa 360 km². Der mittlere Abfluss am Pegel 32 km oberhalb der Mündung beträgt 3,8 m³/s. Im April und Mai führt der Fluss gewöhnlich die größte Wassermenge mit im Mittel 12,8 bzw. 8,8 m³/s.